# Нестоличная литература
«Нестоличная литература: Поэзия и проза регионов России» — антология, выпущенная в 2001 г. издательством «Новое литературное обозрение» и включающая стихи, короткую прозу и визуальную поэзию 163 авторов из 50 различных регионов России (кроме Москвы и Санкт-Петербурга). Составил антологию Дмитрий Кузьмин. Выпуск антологии был приурочен ко Второму Московскому международному фестивалю поэтов, в ходе которого 18 октября 2001 г. прошла её презентация.

## Замысел издания
Как сообщает в предисловии составитель, основу книги составили

авторы XXI века, вступившие в новое тысячелетие в расцвете творческих сил, — то есть представители младших литературных поколений (до 40 лет); в нескольких случаях сделано исключение для авторов-нонконформистов более старшего возраста, чьи произведения по причине формального или тематического новаторства не могли быть опубликованы в прежние времена, да и сейчас встречают серьёзные препятствия на своем пути к читателю; включены и сочинения нескольких авторов, ушедших из жизни в 90-е годы в достаточно молодом возрасте, но успевших оставить значительный след в литературе своего региона. Мощными группами авторов представлены города, так или иначе претендующие на звание литературных столиц целого региона: Владивосток, Новосибирск и Томск, Екатеринбург и Уфа, Самара и Саратов, Иваново, Ростов; в то же время не забыты и малые города: яркими авторами представлены Минусинск, Гулькевичи, Борисоглебск, Ноябрьск. Предельно широк и диапазон представленных поэтик: от радикального авангарда кемеровско-новокузнецкой школы визуальной поэзии и постконцептуального иронического абсурда тольяттинского поэта, скрывающегося под литературной маской Айвенго, до наиболее ярких, может быть, в сегодняшней русской литературе образцов православной поэзии в творчестве ярославского автора Константина Кравцова и сочетающей классические традиции русского психологизма с выработанной западными авторами техникой саспенса прозы Юрия Горюхина из Уфы.

## Оценки издания
Антология «Нестоличная литература» получила диплом «Книга года» 15-й Московской международной книжной выставки-ярмарки (2002) в номинации поэзия. Радио «Свобода» посвятило выходу антологии круглый стол, в ходе которого поэт Евгений Бунимович, в частности, заявил:

нет такого ощущения, что нужно бежать в Москву и Питер для того, чтобы самораскрыться. В каких-то местах, в каких-то сгущениях — «можно жить и здесь», вот что означает эта антология.

По мнению поэта и критика Сергея Завьялова,

антология формулирует каноны, в которых во многом можно видеть принципы поколения 30−летних московских литературоведов актуального процесса: отказаться от бесстыдного раскручивания одних и хамского замалчивания других. <…> мы увидели картину русской провинции, впервые описанную не из окна спального вагона.

Поэт и критик Евгений Лесин, высоко оценив уровень антологии, отметил, что в целом её авторы отличаются от столичных тем, что «у них не такое короткое дыхание, они очень разборчивы — во всём, этически старомодны и эстетически строги».
Напротив, критик Андрей Немзер выступил с резко негативным отзывом о книге, заявив:

У изданной «НЛО» книги «Нестоличная литература. Поэзия и проза регионов России» альбомный формат (22х29) и соответствующий объем (74 условно-печатных листа). В ней представлено 162 автора из 49 населенных пунктов. Ясно, что в такой толпе непременно должны найтись одаренные (а может быть — и весьма одаренные люди). Не менее ясно, что в истории русской словесности не найти момента, когда одновременно работало бы столько ярких сочинителей. <…> И не помогает волшебное слово «провинция» — дескать, «малым сим» издание споспешествует. Нынче саратовскому или челябинскому молодому автору так же трудно (или легко), как его столичному собрату. <…> И чем-чем, а столичным чванством давно в нашей словесности не пахнет. Скорее напротив — все больше пахнет агрессией провинциалов.

Отвечая на критику Немзера, составитель антологии Кузьмин предъявил результаты опроса нестоличных авторов, говоривших о проблемах выживания писателей вдалеке от Москвы.
За пределами России к наиболее ценным поэтическим антологиям последнего времени относит «Нестоличную литературу», наряду с антологией «Освобождённый Улисс», американская славистка Стефани Сандлер.